# Huntington Place
Der Huntington Place ist eine Mehrzweckhalle in der US-amerikanischen Stadt Detroit im Bundesstaat Michigan. Sie ist mit etwa 67.400 Quadratmetern Ausstellungsfläche eine der größten Veranstaltungshallen des Landes.
Jährlich findet hier eine der wichtigsten Automobilmessen statt, die North American International Auto Show, kurz NAIAS. Doch auch andere wichtige und bekannte Messen und Konzerte finden dort statt. Von 1961 bis 1978 war der Rundbau u. a. die Heimspielstätte der Detroit Pistons aus der National Basketball Association (NBA), bis diese in den Silverdome umzogen. Derzeit ist das Roller-Derby-Team der Detroit Derby Girls in der Halle beheimatet.
2009 wurde die Renovierung und Erweiterung für rund 270 Millionen US-Dollar beschlossen. Das Bauprojekt startete 2009 und wurde in drei Phasen bis zum Jahr 2015 abgeschlossen. Ein Dokumentarfilm wird mittlerweile über das Cobo Center gedreht.
Im Februar 2019 wurde verkündet, dass die Chemical Bank mit Sitz in Detroit für 22 Jahre der Namensgeber ist. Die Chemical Bank zahlte hierfür 1,5 Mio. US-Dollar pro Jahr. Nach einer erfolgreichen Fusion der Bank mit der TCF Financial Corporation wechselte der Name in TCF Center.